# Козлова, Светлана Сергеевна
Светла́на Серге́евна Козло́ва (30 ноября 1968, Пермь — 3 декабря 2022, Москва) — российский драматург, кандидат искусствоведения, педагог. Известна под псевдонимом Семён Киров.

## Биография
В 1993 году окончила  режиссёрский факультет Пермского государственного института искусства и культуры. В 2015 году окончила сценарную мастерскую Юрия Арабова, ВГИК им. С. А. Герасимова. С 2021 года преподавала в мастерской драматургии кино ВГИК им. С. А. Герасимова (магистратура).
Первая пьеса «Похороны его бабушки» написана в 2007 году. Начиная с этой пьесы писала под псевдонимом Семён Киров.
Лауреат и финалист конкурсов «Евразия» (2007—2011), «Балтийская драма» (2011, Финляндия), «Действующие лица» (2009, 2011), «Премьера PRO», «Маленькая премьера», Международного Волошинского конкурса (2012—2014).
Участник лаборатории современной драматургии стран Балтии, в рамках проекта «New Baltic Drama», проходившего в 2011 году в Тампере и Турку (Финляндия).
Участник проектов СТД РФ «Авторская сцена» и «Новая театральная реальность-2011», форума молодых писателей в Липках, лаборатории современной драматургии в Омске, лаборатории драматургии для кукольного театра в Москве.
Пьесы публиковались в журналах «Современная драматургия», альманахе СТД «Сюжеты», сборниках драматургии.
Пьеса «Папка», победитель конкурса «Евразия», была поставлена в Москве в Центре драматургии и режиссуры на Беговой, а также в Петербурге на сцене «Мастерской Григория Козлова» (театральная компания «Ковчег»), получила несколько наград на фестивалях моноспектаклей, участвовала в читках театра «Жуки» (Донецк), в программе молодёжного фестиваля в Тюмени.
Пьеса «Санитарная норма» шла на сцене музея Врубеля в Омске в постановке актёров Омского театра драмы.
Пьеса для детского театра «Как мы ходили в лес за елкой» поставлена в Московском кукольном театре теней.
В октябре 2016 года сценарий, написанный по пьесе «Холодная земля», победил в конкурсе сценариев «Осень кинофест 2016» и принимал участие в читках. Пьеса поставлена в Хакасском театре драмы и этнической музыки «Читіген».
Скончалась 3 декабря 2022 года на 55-м году жизни. Причиной смерти стала пневмония, спровоцированная ковидом.